# Evelio Menjivar-Ayala
Evelio Menjivar-Ayala (ur. 14 sierpnia 1970 w Chalatenango) – amerykański duchowny rzymskokatolicki, biskup pomocniczy waszyngtoński od 2023.

## Życiorys
Święcenia kapłańskie otrzymał w dniu 29 maja 2004 i został inkardynowany do archidiecezji waszyngtońskiej. Przez kilka lat pracował jako wikariusz. W 2013 został proboszczem stołecznej parafii Matki Bożej Królowej Ameryk, a w 2017 objął probostwo w parafii w Landover Hills.
19 grudnia 2022 papież Franciszek mianował go biskupem pomocniczym waszyngtońskim ze stolicą tytularną Aëtus. Sakry udzielił mu 21 lutego 2023 kardynał Wilton Gregory.